# Pirátská strana Černé Hory
Pirátská strana Černé Hory (srbsky Piratska Partija Crne Gore) je politická strana v Černé Hoře založená na idejích švédské Pirátské strany. Začala fungovat již v listopadu 2011, ale až do registrace jako pol. strany pouze jako občanské sdružení. Zaměřuje se na reformu autorského práva a patentů, svobodu internetu a otevřené vládnutí.
Představitel strany Vladimir Urdešić ohlásil založení strany po ratifikaci ACTA, vnímané jako „významný útok na lidská práva a svobody“.